# Organización Anarquista de la Región Española
La Organización Anarquista de la Región Española, conocida también por su sigla OARE, fue una organización anarquista fundada en 1888 durante el último congreso de la Federación de Trabajadores de la Región Española (FTRE), celebrado en Valencia. Tuvo una vida efímera pues desapareció al año siguiente.

## Historia
Entre el 18 al 20 de mayo de 1888 se celebró en Barcelona un Congreso «ampliado» de la Federación de Trabajadores de la Región Española al que no asistieron las federaciones andaluzas ya decantadas por el anarcocomunismo y por el ilegalismo. Los delegados, en su inmensa mayoría catalanes, y el Comité federal decidieron crear la Federación Española de Resistencia al Capital, más conocida con el nombre de Pacto de Unión y Solidaridad, cuyo propósito era «reunir en una acción común la fuerza resistente del proletariado español para dirigirla contra el capitalismo imperante…». Para ello se aprobó el «apoyo incondicional a toda huelga promovida por los trabajadores para poner a salvo su dignidad ultrajada o para mejorar sus condiciones de trabajo», aunque se recomendó que las huelgas sólo si hicieran «en condiciones favorables».
En octubre de 1888 el «Pacto» celebró un Congreso en Valencia en el que se decidió disolver la Federación de Trabajadores de la Región Española, y separar la actividad sindical, que quedaría reservada a la recién creada Federación de Resistencia al Capital-Pacto de Unión y Solidaridad, de la actividad revolucionaria, para lo que se fundó la Organización Anarquista de la Región Española, «que era lo menos organización posible; la Comisión creada no tenía otra función que la de servir de enlace. No había estatutos ni normas disciplinarias». Pero la nueva organización desapareció al año siguiente.